# Shawn Chrystopher
Shawn Chrystopher, de son vrai nom Shawn Chrystopher Garrett II, né le 22 juillet 1986 à Inglewood, en Californie, est un rappeur et producteur de musique américain. Il se fait connaître grâce à sa première mixtape I.W.G.: I Wear Glasses en 2008, sponsorisé par la marque Lifted Research Group. Au long de sa carrière, Chrystopher travaille également aux côtés d'artistes comme Timbaland, Yelawolf, MANN, XV, Mike Posner, Big Sean, N.O.R.E., Owl City, Dom Kennedy et dans différents genres musicaux.
En 2014, Shawn annonce la future publication de trois nouveaux albums ; le premier est intitulé Summerlove, publié sur LiveMixtapes le 12 août 2014. Dans d'autres genres, Chrystopher travaille aux côtés de Timbaland, qui produira son premier album, The Lovestory LP publié le 23 juillet 2013 via le label de Shawn, Honour ROLE Music, LLC.

## Biographie

### Débuts (2008–2011)
À l'école primaire, Shawn joue de cinq différents instruments. Après quelques années de perfectionnement, Shawn Chrystopher publie la série de mixtapes I.W.G., à commencer par le premier opus IWG: I Wear Glasses en novembre 2008. Les années suivantes, Shawn publie deux autres opus, IWG 2: I Told You So et I.W.G. 3: Third Time's a Charm, qui atteignent plus de 300 000 téléchargements au total en date de 2014. Au printemps 2009, Shawn publie son premier album, A City With No Seasons depuis son site web, honourrolestudent.com. Principalement produit par Chrystopher, okayplayer.com and hiphopofficial.com signent le projet, qu'ils considèrent comme « l'un des projets les plus artistiques de l'année. »
En mars 2010, Shawn publie un nouveau projet, l'EP The Audition, présenté par les DJs Mick Boogie et Terry Urban. Après deux tournées internationales, Shawn publie en décembre 2010 son troisième album, You and Only You, bien accueilli par la presse spécialisée. Contenant le single à succès Catch Me If You Can, d'abord joué au 106 & Park le 5 janvier 2011, il est accueilli par les meilleurs magazines de l'industrie musicale et télévisuel (comme le magazine Vibe. Dans les mois qui suivent, l'intérêt s'accroit avec plus 4,5 millions de visionnages pour ses vidéos, chansons et interviews. Le 3 octobre 2011, Shawn Chrystopher publie son quatrième album gratuit, Silent Films for the Blind.

### SérieLovestory(depuis 2012)
La mixtape Lovestory précède son premier album, Lovestory LP, publiée le 26 juillet 2012 via livemixtapes.com sous le label indépendant de Shawn, Honour Role Music. La mixtape fait participer GLC, Dom Kennedy, Kris Kasanova, Mann, Stunnaman et Phil Ade. Elle est également produite par Zaire Koalo et Timbaland. En décembre 2012, la mixtape ne compte pas moins de 100 000 téléchargements. Pour cette mixtape, Shawn s'inspire de musiciens britanniques tels que James Blake, Gang Colours et Tinnie Tempah. Les singles One of My Homies et Situation en featuring avec le rappeur Dom Kennedy assurent la popularité de la mixtape. Shawn explique concernant Lovestory, que « la mixtape ne parle pas seulement de l'amour entre un homme et une femme, mais également de l'amitié, la famille, l'amour et la passion d'un rêve ».
Le 7 mai 2013, Shawn publie son premier single Minding My Business sur iTunes et sur d'autres sites. L'album Lovestory est publié le 23 juillet 2013, et bien accueilli par la presse spécialisée comme HipHopDX et DJBooth.
Après une longue pause entre l'hiver 2013 et 2014, Shawn recommence à publier des titres sur son profil SoundCloud en juin 2014. Entretemps, Shawn prévoit la publication de trois nouveaux albums ; le premier, Summerlove, est produit par Timbaland et publié sur LiveMixtapes.

## Discographie

### Albums studio
- 2009 : A City With No Seasons[14]
- 2013 : The Lovestory LP

### Mixtapes
- 2009 : The Audition[15]
- 2010 : You and Only You[16]
- 2011 : Silent Films for the Blind
- 2012 : Lovestory
- 2014 : Summerlove
- 2014 : N3WPRINT

### Singles
- Catch Me If You Can[17]

- One of My Homies[17]

- Minding My Business[18]